# Serpula (annélide)
Pour les articles homonymes, voir Serpula.
Genre
Serpula est un genre de vers annélides polychètes marins de la famille des Serpulidae. 

## Liste d'espèces
Selon World Register of Marine Species (1 octobre 2014) :
- Serpula amplilobata Pillai, 2009
- Serpula ampullacea Sowerby, 1829
- Serpula batequensis Squires & Demetrion, 1992
- Serpula cavernicola Fassari & Mollica, 1991
- Serpula clientela Lommerzheim, 1979
- Serpula coacervata (Blumenbach, 1803)
- Serpula columbiana Johnson, 1901
- Serpula concharum Langerhans, 1880
- Serpula constrictor Winkler, 1861
- Serpula crenata (Ehlers, 1908)
- Serpula cristata Lamarck, 1818
- Serpula granulosa Marenzeller, 1885
- Serpula granulosa von Hagenow, 1840
- Serpula gyrolithiformis Voigt & Lafrenz, 1973
- Serpula hartmanae Reish, 1968
- Serpula helicalis Beus, 1980
- Serpula indica Parab & Gaikwad, 1989
- Serpula intorta Lamarck, 1818
- Serpula israelitica Amoureux, 1977
- Serpula japonica Imajima, 1979
- Serpula jukesi Baird, 1865
- Serpula klaumanni Lommerzheim, 1979
- Serpula lobiancoi Rioja, 1917
- Serpula longituba (Imajima, 1979)
- Serpula madrigalae Bastida-Zavala, 2012
- Serpula mallurensis Chiplonkar & Tapaswi, 1972
- Serpula melitensis Gmelin in Linnaeus, 1788
- Serpula nanhaiensis (Sun & Yang, 2001)
- Serpula narconensis Baird, 1865
- Serpula nudiradiata Pillai, 2009
- Serpula oshimae Imajima & ten Hove, 1984
- Serpula planorbis (Southward, 1963)
- Serpula pulchella Lommerzheim, 1979
- Serpula quadrata Lommerzheim, 1979
- Serpula quiquecostata Bosc, 1802
- Serpula rauca Ziegler, 1984
- Serpula rubens Straughan, 1967
- Serpula rugosa Chiplonkar & Tapaswi, 1972
- Serpula sinica Wu & Chen, 1979
- Serpula sitapurensis Chiplonkar & Ghare, 1976
- Serpula spiruloea Lamarck, 1818
- Serpula subtorquata Münster in Goldfuss, 1831
- Serpula tetratropia Imajima & ten Hove, 1984
- Serpula trochoides (Nyst) in Mörch, 1863
- Serpula uschakovi Kupriyanova, 1999
- Serpula vasifera Haswell, 1885
- Serpula vermicularis Linnaeus, 1767
- Serpula verrucosa Lommerzheim, 1979
- Serpula vittata Augener, 1914
- Serpula vossae Bastida-Zavala, 2012
- Serpula watsoni Willey, 1905
- Serpula willeyi Pillai, 1971
- Serpula zelandica Baird, 1865